# Marc Groenhuijsen
Marcus Silvester Groenhuijsen (Amersfoort, 10 maart 1956) is een Nederlands victimoloog en jurist gespecialiseerd in het strafrecht.

## Loopbaan
Groenhuijsen volgde het athenaeum-B aan de Katholieke Scholengemeenschap De Breul te Zeist, waarna hij rechten studeerde aan de Universiteit Utrecht van 1974 tot 1980, met als specialisatie de rechtstheorie. Na zijn studie begon hij als wetenschappelijk medewerker straf- en strafprocesrecht aan de Universiteit Leiden, waar hij op 25 september 1985 bij Fred Melai promoveerde op het proefschrift Schadevergoeding voor slachtoffers van delicten in het strafgeding. Voor zijn proefschrift ontving hij in 1986 de Moddermanprijs.
In 1987 werd hij benoemd tot hoogleraar strafrecht en strafprocesrecht aan de Katholieke Universiteit Brabant, als opvolger van A.C. 't Hart die in Leiden was benoemd. Hij aanvaardde zijn ambt met het uitspreken van de inaugurele rede Straf en Wet. Van 1992 tot 1995 was hij daar decaan van de rechtenfaculteit en vervolgens van 1997 tot 1998 decaan van de faculteit sociale wetenschappen. In 2005 werd zijn leeropdracht uitgebreid met de vakgroep victimologie. Hij was de oprichter en van 2005 tot 2015 eerste directeur van het International Victimology Institute Tilburg (INTERVICT). Daarnaast werd hij in 1992 benoemd tot raadsheer-plaatsvervanger bij het Gerechtshof Arnhem. Sinds 2006 is hij lid van de Koninklijke Nederlandse Akademie van Wetenschappen en sinds 2019 van de Koninklijke Hollandsche Maatschappij der Wetenschappen. In 2012 werd hij benoemd tot ridder in de Orde van de Nederlandse Leeuw.
Op 10 september 2021 nam Groenhuijsen afscheid als hoogleraar straf- en procesrecht aan Tilburg University. De titel van zijn afscheidsrede was: Strafrecht als spiegel van beschaving. Bij zijn afscheid werd hem de Universiteitspenning van de Universiteit Tilburg verleend. In 2022 ontving hij de hoogste onderscheiding in het vakgebied van de victimologie: de Hans von Hentig Award van de World Society of Victimology.

## Prijzen en onderscheidingen
- 1986 - Moddermanprijs
- 2007 - Dr. Hendrik Muller Prijs voor de Gedrags- en Maatschappijwetenschappen[10]
- 2022 - Hans von Hentig Award van de World Society of Victimology

## Promovendi
Groenhuijsen heeft 57 promovendi begeleid, onder wie
- Matthias Borgers (2001)
- Elishewa van de Griend (2002)
- Afshin Ellian (2003)

- Bibsys: 90872439
- CiNii: DA09853523
- Gemeinsame Normdatei: 1028555997
- International Standard Name Identifier: 0000 0001 1640 2985
- Library of Congress Control Number: n85355324
- NARCIS: PRS1235276
- Nationale Bibliotheek van Israël: 987007439058905171
- Nationale en Universitaire bibliotheek Zagreb: 000597202
- Nederlandse Thesaurus van Auteursnamen: 071205985
- Réseau des bibliothèques de Suisse occidentale: 02-A003321711
- Système universitaire de documentation: 188745920
- Virtual International Authority File: 50686641
- WorldCat: E39PBJcrj6WPDX4TDVTBPG34v3